# Mélykút
Mélykút je město v Maďarsku v Bács-Kiskun v okrese Jánoshalma.

## Poloha
Mélykút leží na jihu Maďarska. Prochází jím železnice vedoucí z Baji do Kiskunhalasu a silnice vedoucí z Baji do Szegedu. Jánoshalma je vzdálena 11 km, Baja 36 km, Szeged 62 km a Bácsalmás 11 km.